# Anosimena
Anosimena est une commune urbaine malgache située dans la partie nord-est de la région du Menabe.